# آنتونیو زاکاریلو
آنتونیو زاکاریلو (انگلیسی: Antonio Zaccariello؛ زادهٔ ۲۸ مارس ۱۹۹۹) بازیکن فوتبال اهل ایتالیا است.